# Cmentarz żydowski w Rawie Mazowieckiej

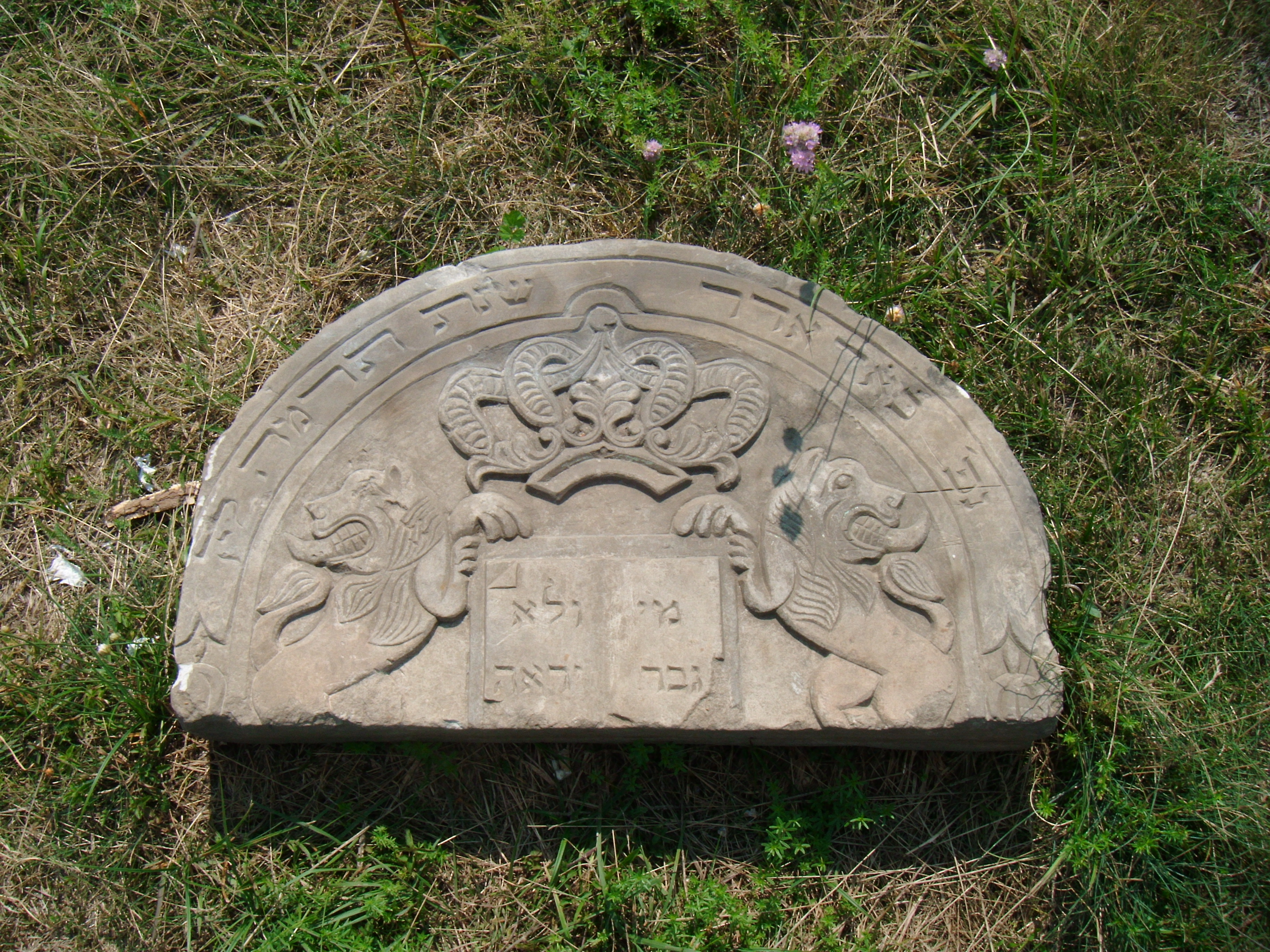
Fragment żydowskiej macewy

Cmentarz żydowski w Rawie Mazowieckiej – został założony w XVIII wieku. Znajduje się na Wzgórzu Sójczym pomiędzy obecnymi ulicami Kazimierza Wielkiego i Żydomicką, na południe od torów kolejowych w Rawie Mazowieckiej. Cmentarz ma powierzchnię 2,3 ha. 
W okresie II wojny światowej i pierwszych lat powojennych cmentarz uległ znacznej dewastacji, a w okresie PRL bezskutecznie rozważano budowę na nim osiedla bloków lub przeprowadzenie rur kanalizacyjnych przez teren nekropolii. Do naszych czasów zachowały się pojedyncze fragmenty zniszczonych nagrobków.
Cmentarz wpisany jest do rejestru zabytków województwa łódzkiego (decyzja nr 872 A z 20.03.1992).